# Couloutre
Couloutre ist eine französische Gemeinde mit 220 Einwohnern (Stand 1. Januar 2022) im Département Nièvre in der Region Bourgogne-Franche-Comté (vor 2016 Bourgogne). Sie gehört zum Arrondissement Cosne-Cours-sur-Loire und zum Kanton Pouilly-sur-Loire. Die Bewohner werden Couloutrois und Couloutroises genannt.

## Nachbargemeinden
Couloutre liegt etwa 39 Kilometer nordnordöstlich von Nevers am Nohain.
Nachbargemeinden von Couloutre sind Ciez im Nordwesten und Norden, Menestreau im Osten, Menou im Südosten, Colméry im Süden, Donzy im Südwesten sowie Perroy im Westen.

## Bevölkerungsentwicklung
| Jahr                       | 1962 | 1968 | 1975 | 1982 | 1990 | 1999 | 2006 | 2011 | 2019 |
| Einwohner                  | 404  | 361  | 309  | 278  | 227  | 205  | 218  | 216  | 189  |
| Quellen: Cassini und INSEE |      |      |      |      |      |      |      |      |      |

## Sehenswürdigkeiten
- Kirche Saint-Germain, gegen 1830 erbaut, Glockenturm vermutlich im 16. Jahrhundert
- Schloss

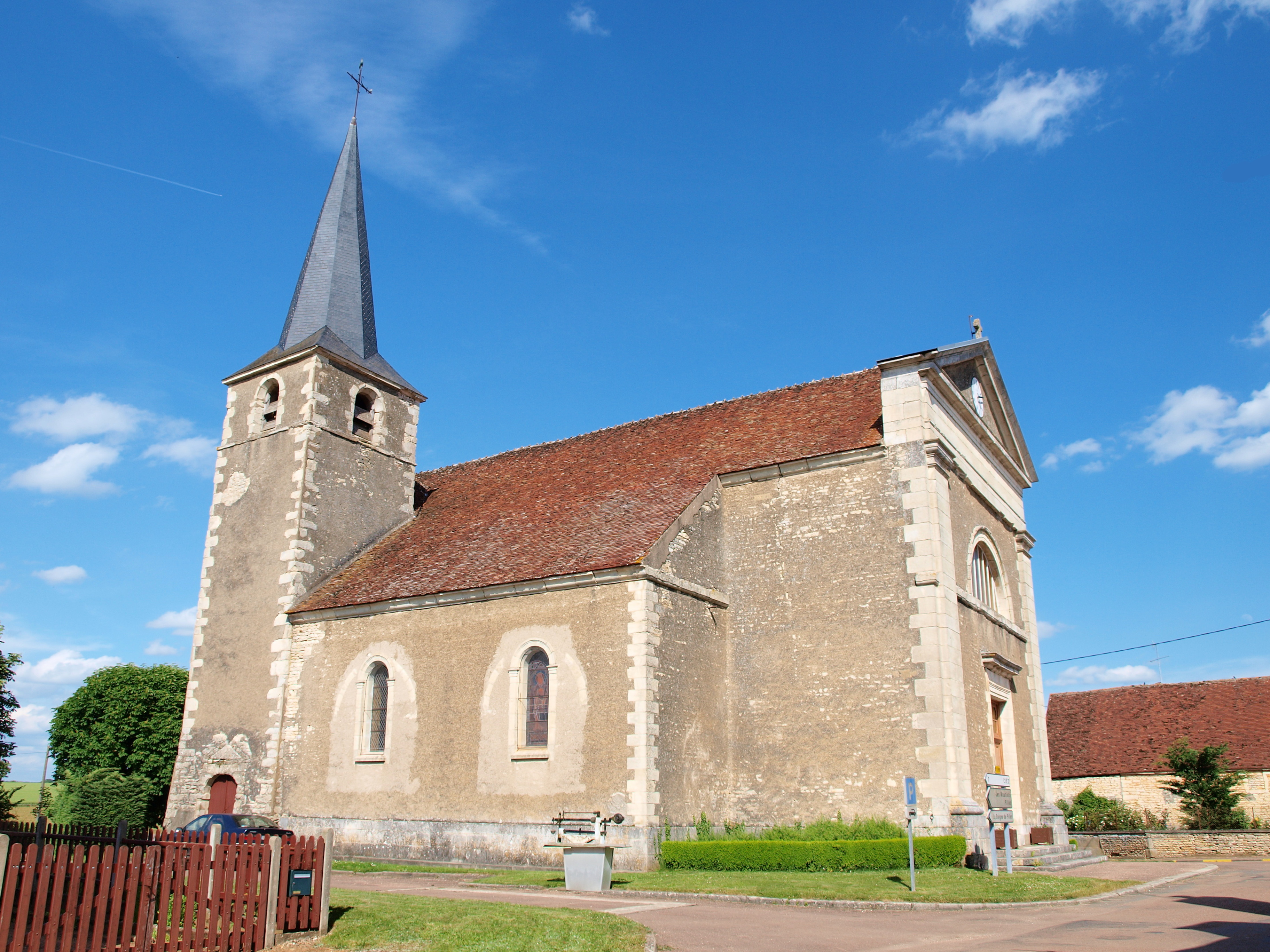
Kirche Saint-Germain
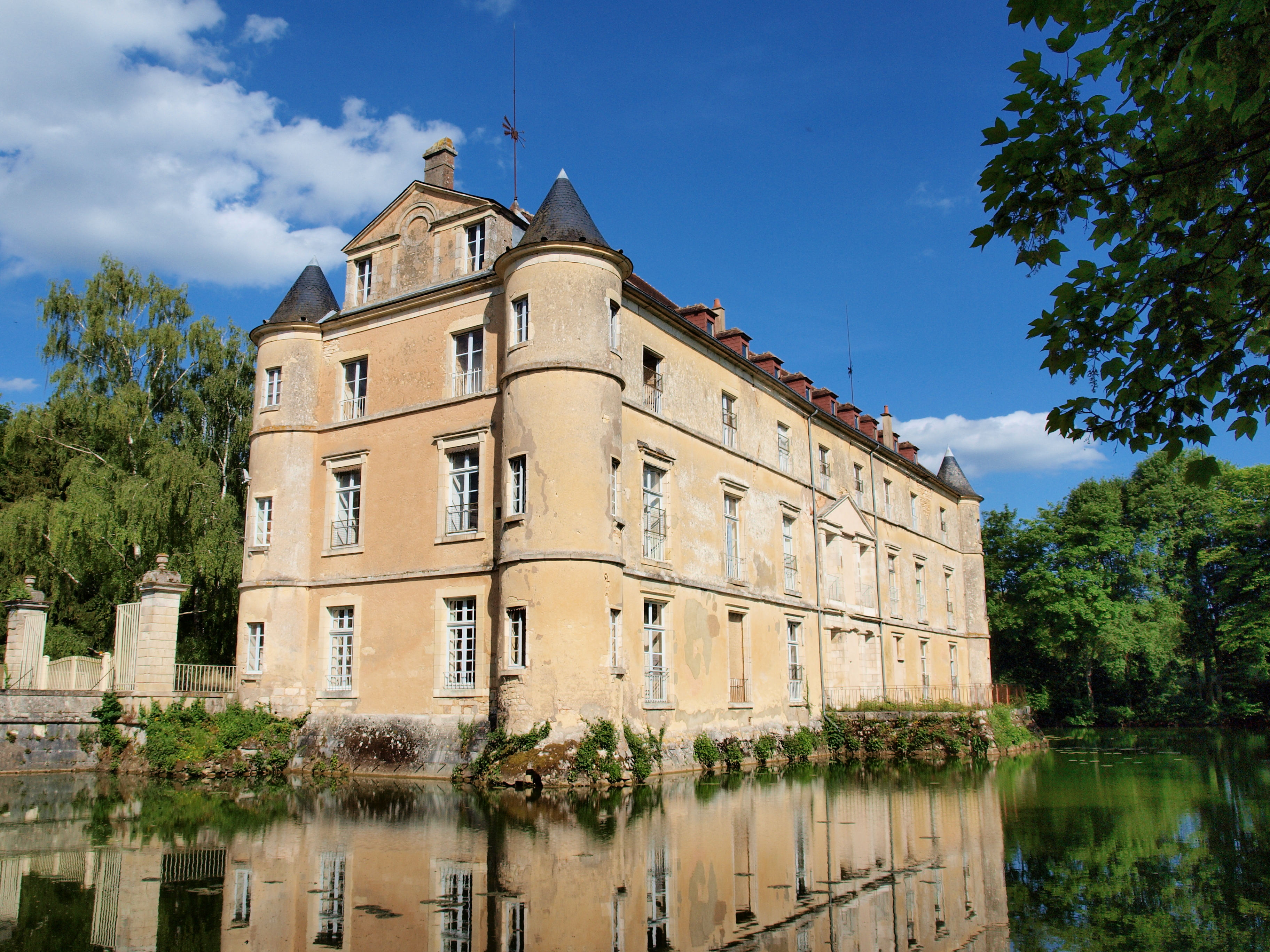
Schloss